# Solhem
Solhem – dzielnica (stadsdel) Sztokholmu, położona w jego zachodniej części (Västerort) i wchodząca w skład stadsdelsområde Spånga-Tensta. Graniczy z dzielnicami Lunda, Tensta, Bromsten, Sundby, Flysta, Nälsta i Kälvesta.
Według danych opublikowanych przez gminę Sztokholm, 31 grudnia 2014 r. Solhem wraz z dzielnicą przemysłową Lunda liczyło 9050 mieszkańców. Powierzchnia dzielnicy Solhem wynosi 3,11 km².
Na obszarze dzielnicy położona jest stacja kolei podmiejskiej Spånga (linia J35 sztokholmskiego Pendeltågu).